# Альфред Фор
Альфред Фор, Порт-Альфред — французская постоянно действующая научно-исследовательская антарктическая станция. Находится на острове Поссесьон, на архипелаге Крозе на юге Индийского океана.

## Исследовательская станция

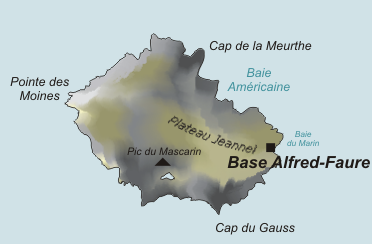
Карта острова

С 1961 года на этом месте действовала временная научная база, которая занималась метеорологическими наблюдениями.
Станция построена в 1963 году у подножия плато Рене Жаннеля на восточном побережье острова, на высоте 143 м над уровнем моря. В зависимости от сезона, на базе работает от 15 до 60 человек. К их научной работе относятся метеорологические, сейсмические, биологические и геологические исследования.
22 марта 1969 станции присвоено имя Альфреда Фора, возглавлявшего первую исследовательскую миссию в составе 20 человек в 1964 году.
Несколько раз в год станцию посещает океанографическое исследовательское судно «Marion Dufresne», которое поставляет еду, необходимые материалы и меняет персонал станции. Порт находится в заливе Марин к северу от станции. С 1982 года база и порт соединены дорогой длиной 1,6 км. Ранее сообщение осуществлялось с помощью канатной дороги, которая сейчас не эксплуатируется.